# Institución Arquitectónica
Libro de teoría de la arquitectura, escrito por Juan Borchers, editado y publicado en la ciudad de Santiago, en el año 1968, por la Editorial Andrés Bello. Tiene 223 páginas, y mide 24,6 x 18 cm.